# Erdhausen
Erdhausen (mundartlich Erdhause) ist ein Dorf im Süden des Hessischen Hinterlandes und als solches ein Stadtteil der Stadt Gladenbach im mittelhessischen Landkreis Marburg-Biedenkopf.

## Geographische Lage
Das Straßendorf Erdhausen liegt südlich der Salzböde und rund einen Kilometer südwestlich der Kernstadt Gladenbach im Gladenbacher Bergland und damit im Naturpark Lahn-Dill-Bergland. Die Gemarkung Erdhausen hatte im Jahr 1961 eine Fläche von 573 Hektar, davon waren 246 Hektar bewaldet. Die höchste Erhebung der Gemarkung ist im Süden die 454 Meter hohe bewaldete Koppe, auf der sich ein Aussichtsturm befindet.

## Geschichte

### Ortsgeschichte
Die älteste bekannte schriftliche Erwähnung von Erdhausen erfolgte unter dem Namen Erthusen im Jahr 1324.
Bereits im Jahr 1261 war eine Mühle in der heutigen Ortslage nachweisbar. Im Jahre 1809 wurde die neue Schule bezogen.
Die Statistisch-topographisch-historische Beschreibung des Großherzogthums Hessen berichtet 1830 über Erdhausen:

„Erdhausen (L. Bez. Gladenbach) evangel. Filialdorf; liegt 1⁄2 St. von Gladenbach an der von Biedenkopf nach Giessen führenden Chaussee, hat 51 Häuser und 288 evangelische Einwohner. Man findet 6 Mahlmühlen mit welchen 5 Oelmühlen verbunden sind und in der Gemarkung, Blankenstein gegenüber, die spärlichen Ruinen der Burg Neuenoder Naumburg, die von Berthold von Blankenstein zu Ende des 13. Jahrhunderts errichtet worden war. Früher wurde etwas Fahlerz bei Erdhausen erschürft.“

Hessische Gebietsreform (1970–1977)
Zum 1. Juli 1974 erfolgte im Zuge der Gebietsreform in Hessen durch Landesgesetz der Zusammenschluss der Stadt Gladenbach mit den Gemeinden Bellnhausen, Diedenshausen, Erdhausen, Friebertshausen, Frohnhausen b. Gladenbach, Kehlnbach, Mornshausen a. S., Rachelshausen, Römershausen, Rüchenbach, Sinkershausen, Weidenhausen und Weitershausen zu heutigen Stadt Gladenbach. Für alle ehemals eigenständigen Gemeinden und die Kernstadt Gladenbach wurden Ortsbezirke mit Ortsbeirat und Ortsvorsteher nach der Hessischen Gemeindeordnung gebildet.

### Historische Ortsnamen
In erhaltenen Urkunden wurde Erdhausen unter den folgenden Ortsnamen erwähnt (jeweils mit dem Jahr der Erwähnung):
- 1324 Erthusen (Staatsarchiv Würzburg Amöneburger Kellereirechnungen)
- 1370 Erthusin, im Amt Blankenstein
- 1502 Erthussenn
- 1630 Erdthaussenn
- 1324 Erdhausen

### Verwaltungsgeschichte im Überblick
Die folgende Liste zeigt die Staaten und Verwaltungseinheiten, denen Erdhausen angehört(e):
- vor 1567: Heiliges Römisches Reich, Landgrafschaft Hessen, Amt Blankenstein, Untergericht Gladenbach
- ab 1567: Heiliges Römisches Reich, Landgrafschaft Hessen-Marburg, Amt Blankenstein, Untergericht Gladenbach[10]
- 1604–1648: strittig zwischen Hessen-Kassel und Hessen-Darmstadt (Hessenkrieg)
- ab 1604: Heiliges Römisches Reich, Landgrafschaft Hessen-Kassel, Amt Blankenstein
- ab 1627: Heiliges Römisches Reich (bis 1806), Landgrafschaft Hessen-Darmstadt, Oberfürstentum Hessen, Amt Blankenstein, Untergericht Gladenbach[11][12]
- ab 1806: Großherzogtum Hessen,[Anm. 2] Fürstentum Oberhessen, Amt Blankenstein, Land- und Rügengericht[13]
- ab 1815: Großherzogtum Hessen, Provinz Oberhessen, Amt Blankenstein
- ab 1821: Großherzogtum Hessen, Provinz Oberhessen, Landratsbezirk Gladenbach[Anm. 3]
- ab 1832: Großherzogtum Hessen, Provinz Oberhessen, Kreis Biedenkopf
- ab 1848: Großherzogtum Hessen, Regierungsbezirk Biedenkopf
- ab 1852: Großherzogtum Hessen, Provinz Oberhessen, Kreis Biedenkopf
- ab 1867: Norddeutscher Bund[Anm. 4], Königreich Preußen,[Anm. 5] Provinz Hessen-Nassau,  Regierungsbezirk Wiesbaden, Kreis Biedenkopf (übergangsweise Hinterlandkreis)[12]
- ab 1871: Deutsches Reich, Königreich Preußen, Provinz Hessen-Nassau, Regierungsbezirk Wiesbaden, Kreis Biedenkopf
- ab 1918: Deutsches Reich (Weimarer Republik), Freistaat Preußen, Provinz Hessen-Nassau, Regierungsbezirk Wiesbaden, Kreis Biedenkopf
- ab 1932: Deutsches Reich, Freistaat Preußen, Provinz Hessen-Nassau, Regierungsbezirk Wiesbaden, Landkreis Dillenburg
- ab 1933: Deutsches Reich, Freistaat Preußen, Provinz Hessen-Nassau, Regierungsbezirk Wiesbaden, Landkreis Biedenkopf
- ab 1944: Deutsches Reich, Freistaat Preußen, Provinz Nassau, Landkreis Biedenkopf
- ab 1945: Amerikanische Besatzungszone,[Anm. 6] Groß-Hessen, Regierungsbezirk Wiesbaden, Landkreis Biedenkopf
- ab 1946: Amerikanische Besatzungszone, Hessen, Regierungsbezirk Wiesbaden, Landkreis Biedenkopf
- ab 1949: Bundesrepublik Deutschland, Hessen, Regierungsbezirk Wiesbaden, Landkreis Biedenkopf
- ab 1968: Bundesrepublik Deutschland, Hessen, Regierungsbezirk Darmstadt, Kreis Biedenkopf
- ab 1974: Bundesrepublik Deutschland, Hessen, Regierungsbezirk Kassel, Landkreis Marburg-Biedenkopf, Stadt Gladenbach[Anm. 7]
- ab 1981: Bundesrepublik Deutschland, Hessen, Regierungsbezirk Gießen, Landkreis Marburg-Biedenkopf, Stadt Gladenbach

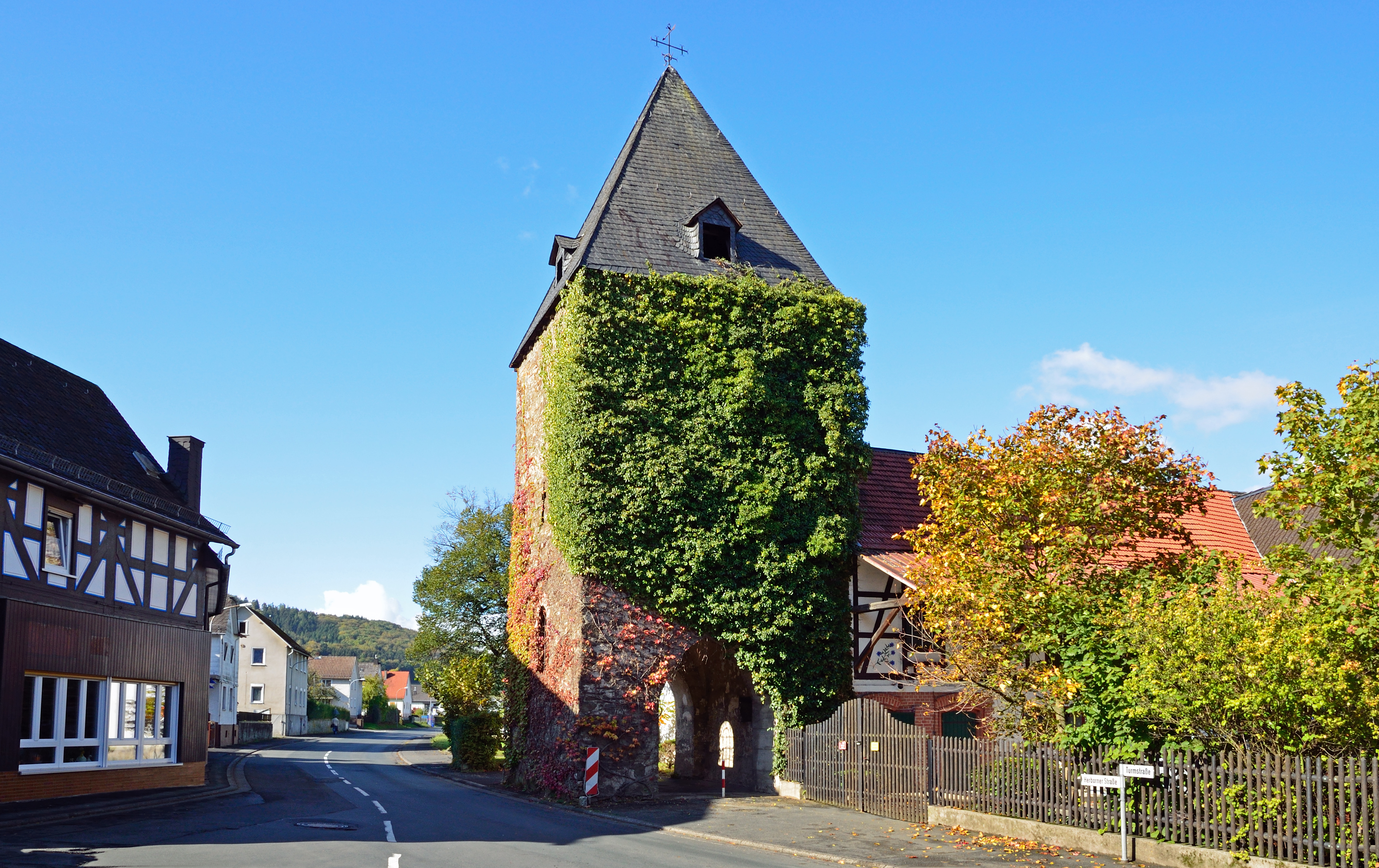
Erdhäuser Chorturm, Rest der abgebrochenen hochmittelalterlichen ev. Kirche in der Ortsmitte an der Kreuzung Turmstraße, Herborner Straße und Schneebergstraße

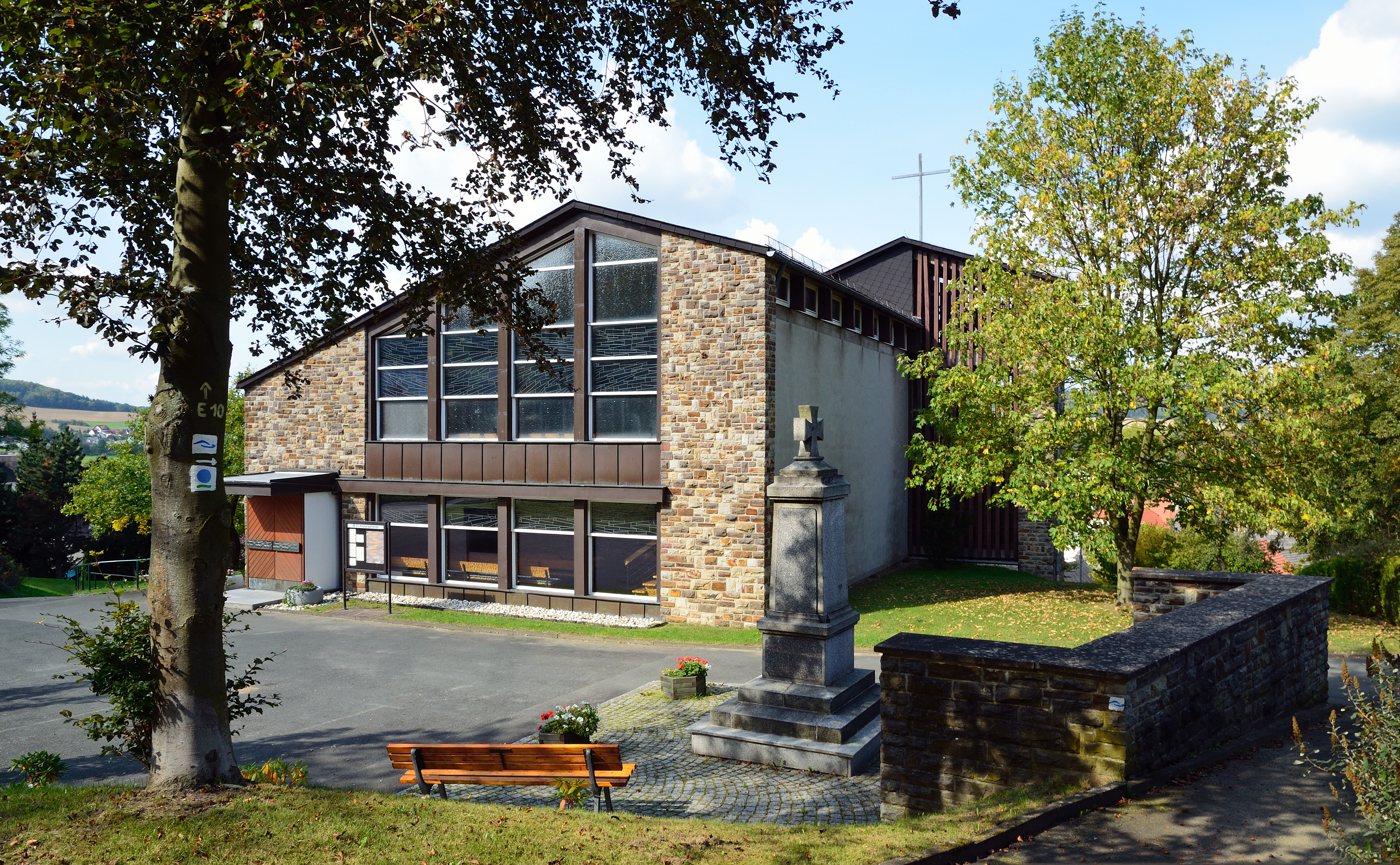
Neue ev. Kirche

### Gerichte seit 1821
Die Rechtsprechung ging im Jahr 1821 im Rahmen der Trennung von Justiz und Verwaltung auf die neu geschaffenen Landgerichte über. Landgericht Gladenbach war von 1821 bis zur Abtretung an Preußen im Jahr 1866 die Bezeichnung für das erstinstanzliche Gericht in Gladenbach. Für die Provinz Oberhessen wurde das Hofgericht Gießen als Gericht der zweiten Instanz eingerichtet. Übergeordnet war das Oberappellationsgericht Darmstadt.
Nach der Abtretung des Kreises Biedenkopf an Preußen infolge des Friedensvertrags vom 3. September 1866 zwischen dem Großherzogtum Hessen und dem Königreich Preußen wurde der Landgerichtsbezirk Gladenbach preußisch. Im Juni 1867 erging eine königliche Verordnung, die die Gerichtsverfassung im vormaligen Herzogtum Nassau und den vormals zum Großherzogtum Hessen gehörenden Gebietsteilen neu ordnete. Die bisherigen Gerichtsbehörden wurden aufgehoben und durch Amtsgerichte in erster, Kreisgerichte in zweiter und ein Appellationsgericht in dritter Instanz ersetzt. Im Zuge dessen erfolgte am 1. September 1867 die Umbenennung des bisherigen Landgerichts in Amtsgericht Gladenbach. Die Gerichte der übergeordneten Instanzen waren das Kreisgericht Dillenburg und das Appellationsgericht Wiesbaden.
Vom 1. Oktober 1944 bis 1. Januar 1949 gehörte das Amtsgericht Gladenbach zum Landgerichtsbezirk Limburg, danach aber wieder zum Landgerichtsbezirk Marburg. Am 1. Juli 1968 erfolgte die Aufhebung des Amtsgerichts Gladenbach, das fortan als Zweigstelle des Amtsgerichts Biedenkopf fungierte. Am 1. November 2003 wurde diese Zweigstelle aufgelöst.

## Bevölkerung

### Einwohnerstruktur 2011
Nach den Erhebungen des Zensus 2011 lebten am Stichtag dem 9. Mai 2011 in Erdhausen 1185 Einwohner. Darunter waren 51 (= 4,3 %) Ausländer.
Nach dem Lebensalter waren 198 Einwohner unter 18 Jahren, 528 zwischen 18 und 49, 249 zwischen 50 und 65, 207 Einwohner waren älter.
Die Einwohner lebten in 516 Haushalten. Davon waren 156 Singlehaushalte, 159 Paare ohne Kinder und 159 Paare mit Kindern, sowie 39 Alleinerziehende und 6 Wohngemeinschaften. In 102 Haushalten lebten ausschließlich Senioren/-innen und in 363 Haushaltungen leben keine Senioren/-innen.

### Einwohnerentwicklung
| Quelle: | Historisches Ortslexikon                                                                 |
| • 1502: | 021 Männer                                                                               |
| • 1577: | 030 Hausgesesse                                                                          |
| • 1630: | 027 Untertanen (1 dreispännige, 9 zweispännige, 9 einspännige Ackerleute, 8 Einläuftige) |
| • 1742: | 058 Haushalte                                                                            |
| • 1791: | 198 Einwohner                                                                            |
| • 1800: | 208 Einwohner                                                                            |
| • 1806: | 247 Einwohner, 41 Häuser                                                                 |
| • 1829: | 288 Einwohner, 51 Häuser                                                                 |

| Erdhausen: Einwohnerzahlen von 1791 bis 2020 | Erdhausen: Einwohnerzahlen von 1791 bis 2020 | Erdhausen: Einwohnerzahlen von 1791 bis 2020 | Erdhausen: Einwohnerzahlen von 1791 bis 2020 | Erdhausen: Einwohnerzahlen von 1791 bis 2020 |
| --- | -------------------------------------------- | -------------------------------------------- | -------------------------------------------- | -------------------------------------------- |
| Jahr |                                              |                                              |                                              | Einwohner                                    |
| 1791 | 1791                                         |                                              | 198                                          | 198                                          |
| 1800 | 1800                                         |                                              | 208                                          | 208                                          |
| 1829 | 1829                                         |                                              | 288                                          | 288                                          |
| 1834 | 1834                                         |                                              | 320                                          | 320                                          |
| 1840 | 1840                                         |                                              | 334                                          | 334                                          |
| 1846 | 1846                                         |                                              | 396                                          | 396                                          |
| 1852 | 1852                                         |                                              | 366                                          | 366                                          |
| 1858 | 1858                                         |                                              | 358                                          | 358                                          |
| 1864 | 1864                                         |                                              | 388                                          | 388                                          |
| 1871 | 1871                                         |                                              | 356                                          | 356                                          |
| 1875 | 1875                                         |                                              | 401                                          | 401                                          |
| 1885 | 1885                                         |                                              | 390                                          | 390                                          |
| 1895 | 1895                                         |                                              | 410                                          | 410                                          |
| 1905 | 1905                                         |                                              | 548                                          | 548                                          |
| 1910 | 1910                                         |                                              | 553                                          | 553                                          |
| 1925 | 1925                                         |                                              | 584                                          | 584                                          |
| 1939 | 1939                                         |                                              | 660                                          | 660                                          |
| 1946 | 1946                                         |                                              | 970                                          | 970                                          |
| 1950 | 1950                                         |                                              | 979                                          | 979                                          |
| 1956 | 1956                                         |                                              | 889                                          | 889                                          |
| 1961 | 1961                                         |                                              | 880                                          | 880                                          |
| 1967 | 1967                                         |                                              | 908                                          | 908                                          |
| 1980 | 1980                                         |                                              | ?                                            | ?                                            |
| 1990 | 1990                                         |                                              | ?                                            | ?                                            |
| 2000 | 2000                                         |                                              | 1.280                                        | 1.280                                        |
| 2006 | 2006                                         |                                              | 1.283                                        | 1.283                                        |
| 2011 | 2011                                         |                                              | 1.185                                        | 1.185                                        |
| 2015 | 2015                                         |                                              | 1.210                                        | 1.210                                        |
| 2020 | 2020                                         |                                              | 1.181                                        | 1.181                                        |
| Datenquelle: Historisches Gemeindeverzeichnis für Hessen: Die Bevölkerung der Gemeinden 1834 bis 1967. Wiesbaden: Hessisches Statistisches Landesamt, 1968. Weitere Quellen: LAGIS; Ab 2000 Stadt Gladenbach webarchiv; Zensus 2011 |                                              |                                              |                                              |                                              |

### Historische Religionszugehörigkeit
| Quelle: | Historisches Ortslexikon                                              |
| • 1830: | 288 evangelische Einwohner                                            |
| • 1885: | 390 evangelische (100 %) Einwohner                                    |
| • 1961: | 788 evangelische (89,55 %), 86 römisch-katholische (9,77 %) Einwohner |

### Historische Erwerbstätigkeit
| • 1961: | 105 Erwerbspersonen in der Land- und Forstwirtschaft, 237 im produzierenden Gewerbe, 57 in Handel und Verkehr, 34 bei Dienstleistungen und Sonstigem. |

## Religion
Am 31. Mai 1964 wurde die oberhalb des Friedhofes neu errichtete evangelische Kirche eingeweiht. Von der alten Kirche steht nur noch der wuchtige Turm im Dorfkern. Das alte Kirchenschiff musste 1967 als Verkehrshindernis dem Ausbau der Bundesstraße weichen, die damals noch durch die Ortsmitte führte. Sie ging auf eine romanische Wehrkirche des 13. Jahrhunderts zurück.

## Wappen
Am 3. Januar 1964 wurde der Gemeinde Erdhausen im damaligen Landkreis Biedenkopf, Regierungsbezirk Wiesbaden, ein Wappen mit folgender Blasonierung verliehen: „In Gold über einer unterhalben roten Rosette ein mit vierblättriger weißer Blüte belegtes rotes Herz.“

## Verkehr
Die Bundesstraße 255 führt als Ortsumfahrung zwischen dem Ortskern und den nördlichen Neubaugebieten hindurch. Sie verbindet Erdhausen auf der Strecke Marburg–Herborn mit der Kernstadt Gladenbach und dem Nachbarort Weidenhausen. In Ortslage zweigt die Kreisstraße K 51 von der Bundesstraße nach Süden ab, führt als Turmstraße und Schneebergstraße durch den Ortskern und weiter nach Rodenhausen.
In Erdhausen gab es bis 2001 eine Haltestelle der Aar-Salzböde-Bahn. Inzwischen wurden die Gleisanlagen demontiert.

## Persönlichkeiten

### Söhne und Töchter des Ortes
- Ludwig Schneider (1898–1978), deutscher Politiker, Vizepräsident des Deutschen Bundestages
- Karl Lenz (1898–1948), deutscher Maler

### Personen, die im Ort gewirkt haben
- Johannes Lenz (1805–1869), hessischer Abgeordneter und Bürgermeister von Erdhausen